# Antropologia
Antropologia (do grego: ἄνθρωπος + λόγος) é o estudo científico da humanidade, que tem como objeto de estudo o comportamento humano, biologia humana e a evolução, bem como a análise da culturas, sociedades e da linguística, tanto no presente quanto no passado.
Existem várias áreas em antropologia, sendo as mais frequentes a antropologia biológica ou física, que estuda o desenvolvimento biológico dos seres humanos, a antropologia social, que estuda padrões de comportamento, a antropologia cultural, que estuda a cultura, sendo a aglutinação antropologia sociocultural comumente usada. Outras subdisciplinas como a religião, a linguística ou mesmo a antropologia forense estudam as restantes componentes da vida social. 
A antropologia arqueológica, muitas vezes denominada como antropologia do passado, estuda a atividade humana por meio da investigação de evidências físicas. É considerado um ramo da antropologia na América do Norte e na Ásia, enquanto na Europa a arqueologia é vista como uma disciplina independente ou agrupada sob outras disciplinas relacionadas, como história e paleontologia.
O nome antropologia advém de anthropos: ser humano; e logos: razão, pensamento, discurso.

## Divisões e campo

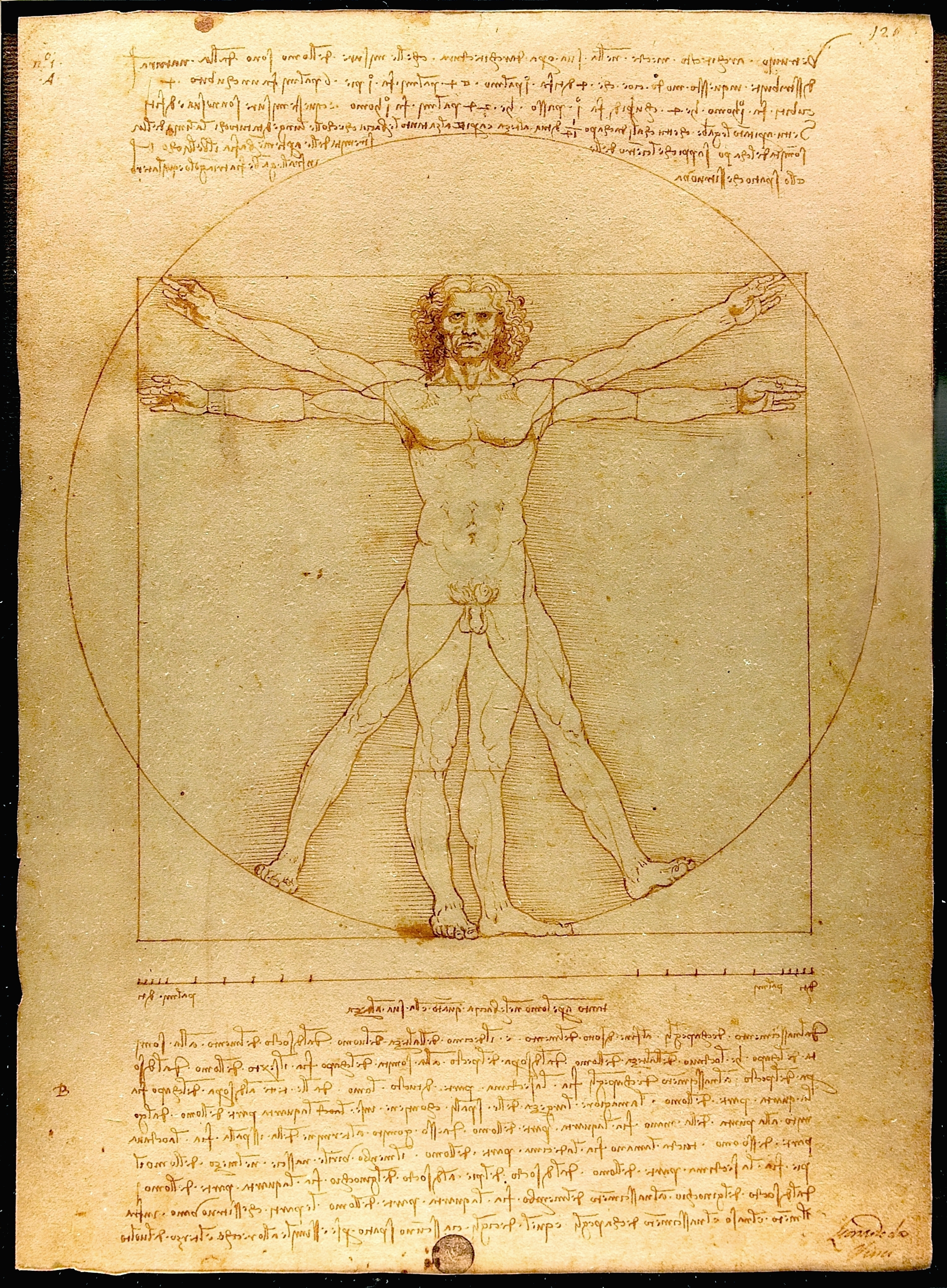
Homem Vitruviano, de Leonardo da Vinci

A divisão clássica da antropologia distingue a antropologia cultural da antropologia física (ou biológica), já a divisão norte-americana, conhecida como Four Fields ("quatro campos"), divide a antropologia em arqueologia, linguística, antropologia física e antropologia cultural. Cada uma destas, em sua construção, abrigou diversas correntes de pensamento.
Primeiramente, foi considerada como a história natural e física do ser humano e do seu processo evolutivo, no espaço e no tempo. Se por um lado essa concepção vinha satisfazer o significado literal da palavra, por outro restringia o seu campo de estudo às características físicas do ser humano. Essa postura marcou e limitou os estudos antropológicos por largo tempo, privilegiando a antropometria, ciência que trata das mensurações das propriedades físicas do ser humano.
A antropologia, sendo a ciência da humanidade e da cultura, tem um campo de investigação extremamente vasto: abrange, no espaço, toda a terra habitada; no tempo, pelo menos dois milhões de anos e todas as populações socialmente e devidamente organizadas. Divide-se em duas grandes áreas de estudo, com objetivos definidos e interesses teóricos próprios: a antropologia física (ou biológica) e a antropologia cultural, para alguns autores sinônimo de antropologia social, que focaliza, talvez, o principal conceito desta ciência, a cultura. Segundo o Museu de Antropologia Cultural da Universidade de Minnesota, a antropologia cultural abrange três tópicos gerais que por sua vez subdivide-se e constituem-se como especialidades: etnografia / etnologia, linguística aplicada à antropologia e arqueologia. A cultura e a mitologia correspondem ao desejo do ser humano de conhecer a sua origem, ou produzem um modo de autoconhecimento que é a identidade, diferenciando os grupos em função de suas idiossincrasias e adaptação em ambientes distintos.

## Considerações
Para pensar as sociedades humanas, a antropologia preocupa-se em detalhar, tanto quanto possível, os seres humanos que as compõem e com elas se relacionam, seja nos seus aspectos físicos, na sua relação com a natureza, seja na sua especificidade cultural. Para o saber antropológico o conceito de cultura abarca diversas dimensões: o universo psíquico, os mitos, os costumes e rituais, suas histórias peculiares, a linguagem, valores, crenças, leis, relações de parentesco, política, economia, arte, entre outros tópicos.
Embora o estudo das sociedades humanas remonte à Antiguidade Clássica, a antropologia nasceu, como ciência, efetivamente, da grande revolução cultural iniciada com o iluminismo.

## História
Embora a grande maioria dos autores concorde que a antropologia se tenha definido enquanto disciplina só depois da revolução iluminista, a partir de um debate mais claro acerca de objeto e método, as origens do saber antropológico remontam à Antiguidade Clássica, atravessando séculos. Enquanto o ser humano pensou sobre si mesmo e sobre sua relação com o "outro", pensou antropologicamente. A Antropologia é o estudo do ser humano como ser biológico, social e cultural. Sendo cada uma destas dimensões por si só muito ampla, o conhecimento antropológico geralmente é organizado em áreas que indicam uma escolha prévia de certos aspectos a serem privilegiados como a “antropologia física ou biológica” (aspectos genéticos e biológicos do ser humano), “antropologia social” (organização social e política, parentesco, instituições sociais), “antropologia cultural” (sistemas simbólicos, religião, comportamento) e “arqueologia” (condições de existência dos grupos humanos desaparecidos). Além disso podemos utilizar termos como antropologia, etnologia e etnografia para distinguir diferentes níveis de análise ou tradições acadêmicas.
Para o antropólogo Claude Lévi-Strauss, a etnografia corresponde “aos primeiros estágios da pesquisa: observação e descrição, trabalho de campo”. A etnologia, com relação à etnografia, seria “um primeiro passo em direção à síntese” e a antropologia, “uma segunda e última etapa da síntese, tomando por base as conclusões da etnografia e da etnologia”.
Qualquer que seja a definição adotada, é possível entender a antropologia como uma forma de conhecimento sobre a diversidade cultural, isto é, a busca de respostas para entendermos o que somos a partir do espelho fornecido pelo “outro”; uma maneira de se situar na fronteira de vários mundos sociais e culturais, abrindo janelas entre eles, através das quais podemos alargar nossas possibilidades de sentir, agir e refletir sobre o que, afinal de contas, nos torna seres singulares, humanos.

### Primórdios
Homero, Hesíodo e os filósofos pré-socráticos já se questionavam a respeito do impacto das relações sociais sobre o comportamento humano; ou vendo este impacto como consequência dos caprichos dos deuses, como enumera a Odisseia de Homero e a Teogonia de Hesíodo, ou como construções racionais, valorizando muito mais a apreensão da realidade no dia a dia da experiência humana, como preferiam os filósofos pré-socráticos. Foi, sem dúvida, na Antiguidade Clássica que a "medida Humana" se evidenciou como centro da discussão acerca do mundo. Os gregos deixaram inúmeros registros e relatos acerca de culturas diferentes das suas, assim como os chineses e os romanos. Nestes textos nascia, por assim dizer, a antropologia, e no século V a.C. um exemplo disto se revela na obra de Heródoto, que descreveu minuciosamente as culturas com as quais seu povo se relacionava. Da contribuição grega fazem parte também as obras de Aristóteles (acerca das cidades gregas) e as de Xenofonte (a respeito da Índia).
Entre os romanos merece destaque o poeta Lucrécio, que tentou investigar as origens da religião, das artes e se ocupou da discurso. Outro romano, Tácito analisou a vida das tribos germânicas, baseando-se nos relatos dos soldados e viajantes. Salienta o vigor dos germanos em contraste com os romanos da sua época. Agostinho de Hipona, um dos pilares teológicos do catolicismo, descreveu as civilizações greco-romanas "pagãs", vistas como moralmente inferiores às sociedades cristianizadas. Em sua obra já discutia, de maneira pouco elaborada, a possibilidade do "tabu do incesto" funcionar como norma social, garantia da coesão da sociedade. É importante salientar que Agostinho, no entanto, privilegiou explicações sobrenaturais para a vida sociocultural.
Embora não existisse como disciplina específica, o saber antropológico participou das discussões da filosofia, ao longo dos séculos. Durante a Idade Média muitos escritos contribuíram para a formação de um pensamento racional, aplicado ao estudo da experiência humana, como fez o teórico político e jurista francês Jean Bodin, estudioso dos costumes dos povos conquistados, que buscava, em sua análise, explicações para as dificuldades que os franceses tinham em administrar esses povos. Com o advento do movimento iluminista, este saber foi estruturado em dois núcleos analíticos: a antropologia física (ou biológica), de modo geral considerada ciência natural, e a antropologia cultural, classificada como ciência social.

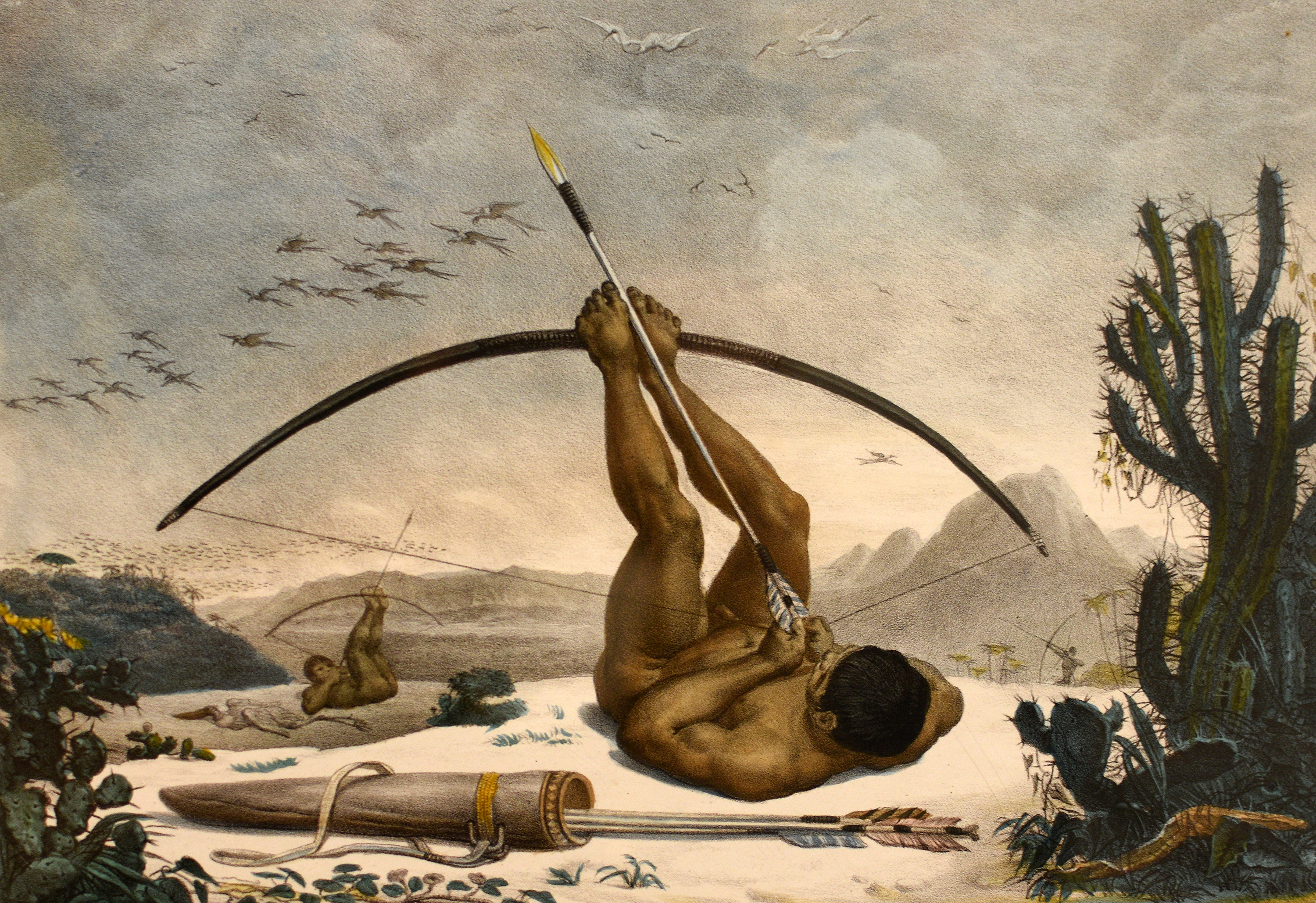
Caboclo, de Jean-Baptiste Debret (1834)

### O século XVIII
Até o século XVIII, o saber antropológico esteve presente na contribuição dos cronistas, viajantes, soldados, missionários e comerciantes que discutiam, em relação aos povos que conheciam, a maneira como estes viviam a sua condição humana, cultivavam seus hábitos, normas, características, interpretavam os seus mitos, os seus rituais, a sua linguagem. Só no século XVIII, a Antropologia adquire a categoria de ciência, partindo das classificações de Carlos Lineu e tendo como objeto a análise das "raças humanas".
O legado desta época foram os textos que descreviam as terras (a fauna, a flora, a topografia) e os povos "descobertos" (hábitos e crenças). Algumas obras que falavam dos indígenas brasileiros, por exemplo, foram: a carta de Pero Vaz de Caminha ("Carta do Descobrimento do Brasil"), os relatos de Hans Staden, "Duas Viagens ao Brasil", os registros de Jean de Léry, a "Viagem a Terra do Brasil", e a obra de Jean-Baptiste Debret, a "Viagem Pitoresca e Histórica ao Brasil. Além destas, outras obras falavam ainda das terras recém-descobertas, como a carta de Cristóvão Colombo aos Reis Católicos. Toda esta produção escrita levantou uma grande polémica acerca dos indígenas. A contribuição dos missionários jesuítas na América (como Bartolomeu de las Casas e José de Acosta) ajudaram a desenvolver a denominada "teoria do bom selvagem", que via os índios como detentores de uma natureza moral pura, modelo que devia ser assimilado pelos ocidentais. Esta teoria defendia a ideia de que cultura mais próxima do estado "natural" serviria de remédio aos males da civilização.

### O século XIX
No século XIX, por volta de 1840, Boucher de Perthes utiliza o termo humano pré-histórico para discutir como seria sua vida cotidiana, a partir de achados arqueológicos, como utensílios de pedra, cuja idade se estimava bastante remota. Posteriormente, em 1865, John Lubbock reavaliou numerosos dados acerca da Cultura da Idade da Pedra e compilou uma classificação em que enumerava as diferenças culturais entre o Paleolítico e Neolítico.
Com a publicação de dois livros, A Origem das Espécies, em 1859, e A descendência do homem, em 1871, Charles Darwin principia a sistematização da teoria evolucionista. Partindo da discussão trazida à tona por estes pesquisadores, nascia a antropologia física ou biológica.
Marcada pela discussão evolucionista, a antropologia do século XIX privilegiou o darwinismo social, que considerava a sociedade europeia da época como o apogeu de um processo evolucionário, em que as sociedades aborígines eram tidas como exemplares "mais primitivos". Esta visão usava o conceito de "civilização" para classificar, julgar e, posteriormente, justificar o domínio de outros povos. Esta maneira de ver o mundo a partir do conceito civilizacional de superior, ignorando as diferenças em relação aos povos tidos como inferiores, recebe o nome de etnocentrismo. A visão etnocêntrica europeia da época atribuía o valor de "civilizado" a alguns grupos humanos, fazendo crer que os outros povos como os das ilhas da Oceania, estavam "situados fora da história e da cultura". Esta afirmação está muito presente nos escritos de Pauw e Hegel.
Com fundamento nestas concepções, as primeiras grandes obras da antropologia consideravam, por exemplo, o indígena das sociedades não europeias como o primitivo, o antecessor da pessoa civilizada: afirmando e qualificando o saber antropológico como disciplina, centrando o debate no modo como as formas mais simples de organização social teriam evoluído. De acordo com essa linha teórica, essas sociedades caminhariam para formas mais complexas, como era considerada a sociedade europeia.
Nesta forma de apreender a experiência humana, todas as sociedades, mesmo as desconhecidas, progrediriam em ritmos diferentes, seguindo uma linha evolutiva. Isso balizou a ideia de que a demanda colonial seria "civilizatória", pois levaria os povos ditos "primitivos" ao "progresso tecnológico-científico" das sociedades tidas como "civilizadas". Há que ver estes equívocos como parte da visão de mundo que pretendiam estabelecer as diretrizes de uma lei universal de desenvolvimento.
Não se pode generalizar e atribuir as características acima a todos os autores que se aparentaram a essa corrente. Durkheim, por exemplo, procurou nas manifestações totêmicas dos nativos australianos a forma mais simples e elementar de religiosidade, mas não com o pensamento enquadrado numa linha evolutiva cega: se nossa sociedade era dita mais complexa, ele atribuía isso às diversas tendências da modernidade de que somos fruto, e a dificuldade de determinar uma tendência pura na nossa religião, escamoteada por milhares de anos de teologia.
O método concentrava-se numa incansável comparação de dados, retirados das sociedades e de seus contextos sociais, classificados de acordo com o tipo (religioso, de parentesco, etc.), determinado pelo pesquisador, dados que lhe serviriam para comparar as sociedades entre si, fixando-as num estágio específico, inscrevendo estas experiências numa abordagem linear, diacrônica, de modo a que todo costume representasse uma etapa numa escala evolutiva, como se o próprio costume tivesse a finalidade de auxiliar esta evolução. Entendiam os evolucionistas que os costumes se demarcavam como substância, como finalidade, origem, individualidade e não como um elemento do tecido social, interdependente de seu contexto.
Vale ressaltar que apesar da maior parte dos evolucionistas terem trabalhado em gabinetes, tais como Edward Tylor e James Frazer um dos mais conhecidos pensadores dessa corrente, Lewis Henry Morgan, tinha contato com diversas tribos do norte dos Estados Unidos. Seria exagerado creditar a autores dessa corrente compilações cega das culturas humanas, isso seria uma simplificação enorme, ao mesmo tempo que se deixaria de aproveitar esses estudos clássicos da antropologia.
A antropologia difusionista reagiu ao evolucionismo e foi sua contemporânea. Valorizava a compreensão natural da cultura, em termos de origem e extensão, de uma sociedade a outra. Para os difusionistas, o empréstimo cultural seria um mecanismo fundamental de evolução cultural. O difusionismo acreditava que as diferenças e semelhanças culturais eram consequência da tendência humana para imitar e a absorver traços culturais, como se a humanidade possuísse uma "unidade psíquica", tal como defendia Adolf Bastian e outros intelectuais como Friedrich Ratzel, Grafton Elliot Smith, William James Perry, William H. R. Rivers, Fritz Graebner e Fr. Wilhelm Schmidt, fundador da revista Anthropos.
Com Émile Durkheim começam os fenômenos sociais a serem definidos como objetos de investigação sócio-antropológica e, a partir da análise da publicação do livro As Regras do Método Sociológico, em 1895, começa-se a pensar que os fatos sociais seriam muito mais complexos do que se pretendia até então. No final do século XIX, juntamente com Marcel Mauss, Durkheim se debruça nas representações primitivas, estudo que culminará na obra "Algumas formas primitivas de classificação", publicada em 1901 e, mais tarde, no livro As formas elementares da vida religiosa, publicado em 1912. Inaugura-se então a denominada "linhagem francesa" na Antropologia.

### O século XX

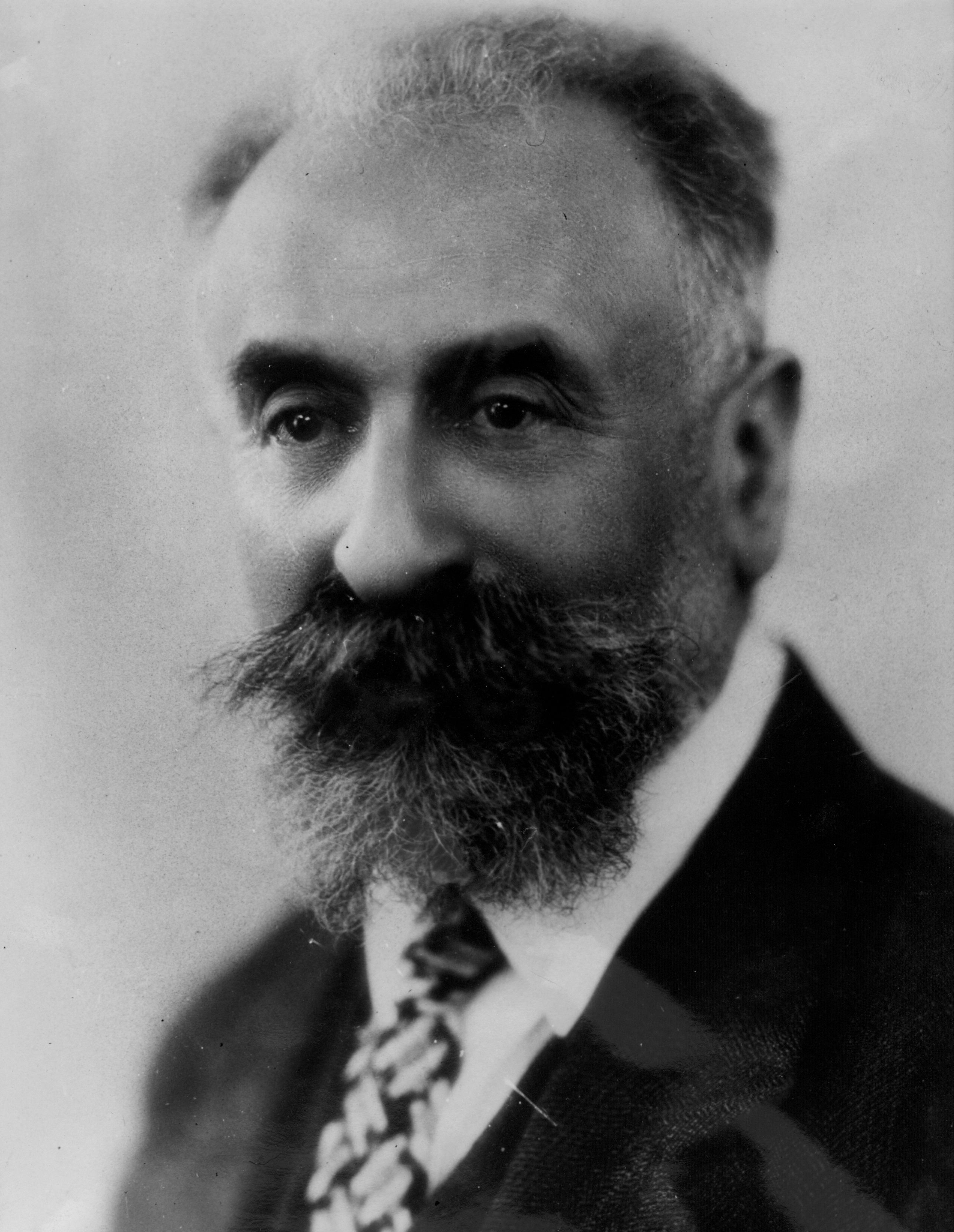
Marcel Mauss

Inicialmente centrada na denominada "Etnologia", a Antropologia Francesa arranca, como disciplina de ensino, no Instituto de Etnologia do Museu do Homem, em Paris, a partir de 1927. No início, a disciplina se vinculara ao Museu de História Natural, porque se considerava a antropologia como uma subdisciplina da História Natural.
O grupo de Durkheim visava constituir uma ciência propriamente social. O debate francês se inspira sobre a tradicional questão de saber como ocorre o processo de diferenciação social nas sociedades industriais no contexto de organização das sociedades nacionais e das instituições republicanas, questão que recebeu inúmeros desdobramentos nas obras de Marcel Mauss — que publica com Henri Hubert, em 1903, a obra Esboço de uma teoria geral da magia, na qual forja o conceito de mana — Denise Paulme, Germaine Tillion, Germaine Dieterlen, Lucien Lévy-Bruhl, Marcel Griaule, Maurice Leenhardt e Michel Leiris.

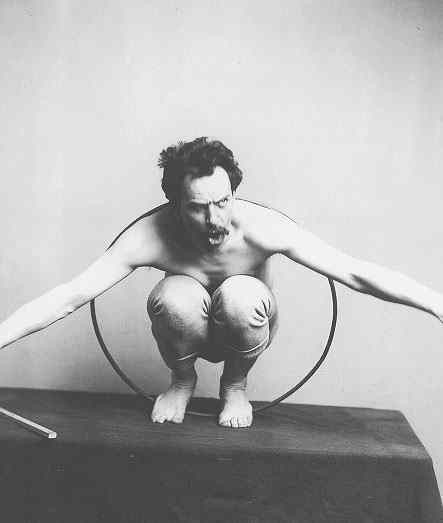
Franz Boas. Museu Nacional de História Nacional, exibição "Hamats'a coming out of secret room" (data estimada: 1895)

Já nos Estados Unidos, Franz Boas desenvolve a ideia de que cada cultura tem uma história particular e considerava que a difusão de traços culturais acontecia em toda parte, em várias direções. A antropologia estende a investigação ao trabalho de campo, por meio da qual estuda-se a cultura em seus próprios termos. Surgia o culturalismo, também conhecido como "particularismo histórico", rejeitando, de maneira marcante, o evolucionismo que dominou a Antropologia na segunda metade do século XIX. Consolida-se o conceito de relativismo cultural (ver também Alfred Louis Kroeber, C. Wissler e Robert Lowie).
Deste movimento surgiria posteriormente a escola antropológica da Cultura e Personalidade. Criada por discípulos de Boas, influenciadas pela Psicanálise e pela obra de Nietzsche, esta vertente teórica concebe a cultura como detentora de uma "Personalidade de base", partilhada por todos os membros. Busca-se, assim, estabelecer uma tipologia cultural, como, por exemplo, classificando as culturas como dionisíacas (centradas no êxtase) e apolíneas (estruturadas no desejo de moderação), ou ainda como pré-figurativas, pós-figurativas, cofigurativas. Destacam-se as obras de Ruth Benedict, Margaret Mead, Gregory Bateson e Ralph Linton.
Paralelamente a estes movimentos, na Inglaterra nascia com Bronislaw Malinowski o funcionalismo, que enfatizava o trabalho de campo (observação participante) — base para a etnografia, que envolve a elaboração desta produção intelectual — e postulava que o conhecimento acerca de uma cultura exige apreendê-la na sua totalidade. As instituições sociais ocupam o centro do debate, a partir das funções que exercem na manutenção da totalidade cultural. Sob inspiração na obra de Durkheim, advogava-se um estreito paralelismo entre as sociedades humanas e os organismos biológicos (na forma de evolução e conservação) porque, em ambos os casos, a harmonia dependeria da interdependência funcional das partes. Alfred Radcliffe Brown, por sua vez, retoma os conceitos de estrutura e de função sob novo prisma, de modo a analisar as obrigações, as relações sociais. A ideia de que a função sustentaria a estrutura social, permitindo a coesão, fundamental dentro de um sistema de relações sociais, ganhou diversos desdobramentos e críticas nos trabalhos de Audrey Richards, Edmund Leach, Evans-Pritchard, Hilda Kuper, Lucy Mair, Max Glukman, Meyer Fortes, Raymond Firth e Victor Turner.

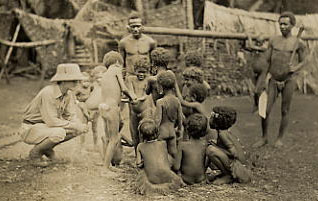
Bronislaw Malinowski entre trobriandeses.

Uma inflexão no debate antropológico ocorreu especialmente na década de 1940, com Claude Lévi-Strauss, que passa a centrar o debate na ideia de que existem regras estruturantes das culturas na mente humana, e assume que estas regras constroem pares de oposição para organizar o sentido. Para fundamentar o debate teórico, Lévi-Strauss recorre a duas fontes principais: a corrente psicológica criada por Wilhelm Wundt e o trabalho realizado no campo da linguística, por Ferdinand de Saussure, denominado estruturalismo. Influenciaram-no, ainda, Durkheim, Jakobson (teoria linguística), Kant (idealismo) e Marcel Mauss.

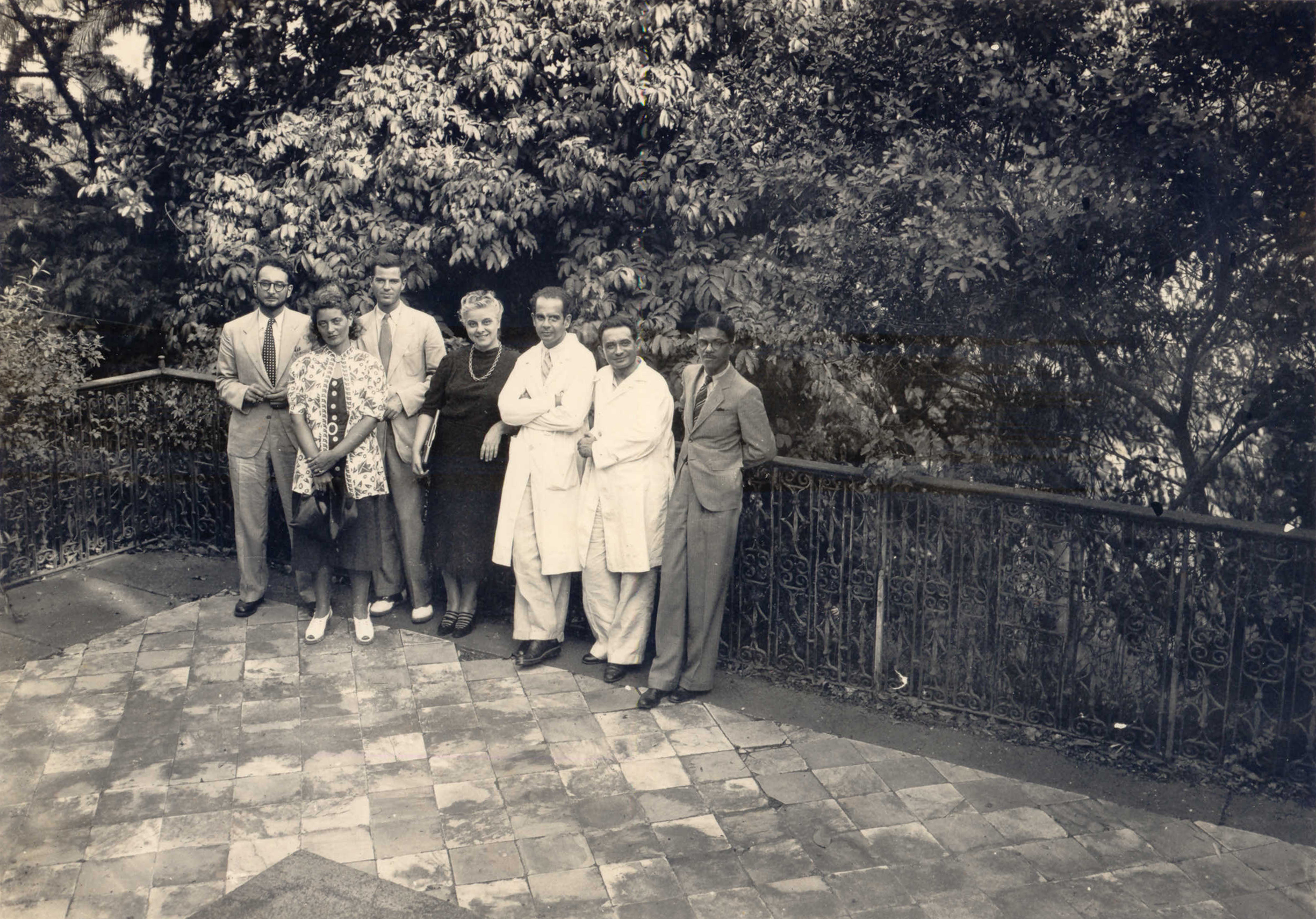
Claude Lévi-Strauss no Museu Nacional/Rio de Janeiro.

Para a Antropologia estrutural, as culturas definem-se como sistemas de signos partilhados e estruturados por princípios que estabelecem o funcionamento do intelecto. Em 1949, Lévi-Strauss publica As estruturas elementares de parentesco, obra em que analisa os aborígines australianos e, em particular, os seus sistemas de matrimônio e parentesco. Nesta análise, Lévi-Strauss demonstra que as alianças são mais importantes para a estrutura social que os laços de sangue. Termos como exogamia, endogamia, aliança, consanguinidade passam a fazer parte das preocupações etnográficas. Pode-se observar o desdobramento das reflexões estruturalistas nas obras de diversos antropólogos, como Françoise Héritier, Louis Dumont, Marshall Sahlins, Pierre Bourdieu, Pierre Clastres e Philipe Descola.
Clifford Geertz é provavelmente, depois de Lévi-Strauss, o antropólogo cujas ideias causaram maior impacto na segunda metade do século XX, não apenas no que se refere à própria teoria e à prática antropológica, mas também fora de sua área, em disciplinas como a psicologia, a história e a teoria literária. Considerado o fundador de uma das vertentes da antropologia contemporânea — a chamada antropologia interpretativa — defende o estudo de "quem as pessoas de determinada formação cultural acham que são, o que elas fazem e por que razões elas crêem que fazem o que fazem". Nesta vertente teórica, a cultura é analisada como hierarquia de significados e a etnografia envolve a elaboração de uma descrição densa, de interpretação escrita, cuja análise é possível por meio de uma inspiração hermenêutica. É crucial a leitura da leitura que os "nativos" fazem de sua própria cultura. Uma das metáforas preferidas de Geertz, para definir o que fará a antropologia interpretativa, é a leitura das sociedades enquanto textos ou como análogas a textos. A interpretação ocorre em todos os momentos do estudo, da leitura do "texto", pleno de significado, que é a sociedade na escrita do texto/ensaio do antropólogo, por sua vez interpretado por aqueles que não passaram pelas experiências do autor do texto escrito. Todos os elementos da cultura analisada devem portanto ser entendidos à luz desta textualidade, imanente à realidade cultural.
Na década de 1980, o debate teórico na Antropologia ganhou novas dimensões. Muitas críticas a todas as vertentes surgiram, questionando o método e as concepções antropológicas. No geral, este debate privilegiou algumas ideias: a primeira delas é que a realidade é sempre interpretada, ou seja, vista sob uma perspectiva subjetiva do autor, portanto a antropologia seria uma interpretação de interpretações. Da crítica das retóricas de autoridade clássicas, fortemente influenciada pelos estudos de Michel Foucault, surgem metaetnografias, ou seja, a análise antropológica da própria produção etnográfica. Contribuiu muito para esta discussão a formação de antropólogos nos países que então eram analisados apenas pelos grandes centros antropológicos.
A Antropologia pós-moderna privilegia a discussão acerca do discurso antropológico, mediado pelos recursos retóricos presentes no modelo das etnografias. Politiza a relação observador-observado na pesquisa antropológica, questionando a utilização do "poder" do etnógrafo sobre o "nativo", e crítica os paradigmas teóricos e da "autoridade etnográfica" do antropólogo. A pergunta essencial é: quem realmente fala na etnografia? O nativo? Ou o nativo visto pelo prisma do etnógrafo? A etnografia passa a ser desenvolvida como uma representação polifónica da polissemia cultural – e nela deveriam estar claramente presentes as vozes dos vários informantes. Denis Tedlock, George Marcus, James Clifford, Michel Fischer, Paul Rabinow, Renato Rosaldo e Vincent Crapanzano são alguns dos expoentes deste debate.
Outros movimentos significativos, na história do século XX, para a teoria antropológica foram as escolas Cognitiva, Simbólica e Marxista, além das críticas feministas, pós-coloniais e decoloniais. São inúmeras as colaborações, dentre as quais destacam-se os trabalhos de: Arturo Escobar, Bruno Latour, Donna Haraway, Frantz Fanon, Jean Comaroff, Johannes Fabian, John Comaroff, Marshall Sahlins, Marilyn Strathern, Michael Taussig, Sherry Ortner, Talal Asad e Tim Ingold.

## Áreas de estudo

### Arte, mídia, música e imagem

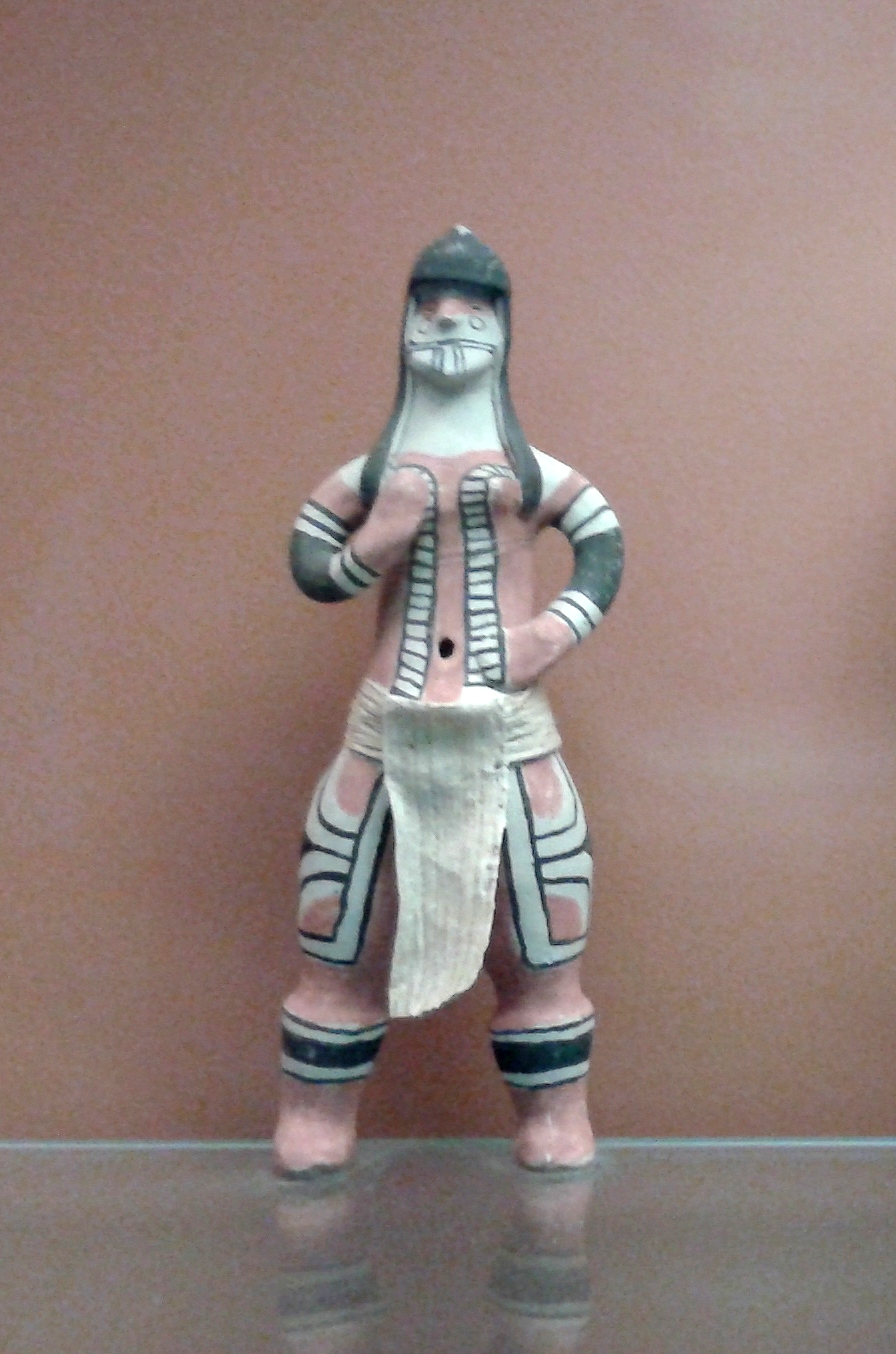
Boneca Karajá. Cerâmica policromada. Acervo de etnologia indígena brasileira do Museu Nacional/UFRJ, Rio de Janeiro, Brasil.

#### Arte
Um dos problemas centrais da antropologia da arte diz respeito à universalidade da arte como fenômeno cultural. Vários antropólogos notaram que as categorias ocidentais de pintura, escultura ou literatura, concebidas como atividades artísticas independentes, não existem, ou existem de uma forma significativamente diferente, na maioria dos contextos não ocidentais. Os antropólogos da arte se concentraram em características formais em objetos que, sem serem exclusivamente "artísticos", têm certas qualidades "estéticas" evidentes. Arte primitiva de Boas, A via das máscaras, de Claude Lévi-Strauss (1982) ou "'Arte como sistema cultural" de Geertz (1983) são alguns exemplos de trabalhos neste campo.

#### Midia
A antropologia da mídia (também conhecida como antropologia da mídia ou mídia de massa) enfatiza os estudos etnográficos como um meio de compreender produtores, públicos e outros aspectos culturais e sociais da mídia de massa. Os tipos de contextos etnográficos explorados variam de contextos de produção de mídia (por exemplo, etnografias de redações em jornais, jornalistas da área, produção de filmes) a contextos de recepção da mídia, acompanhando o público em suas respostas diárias à mídia. Outros tipos incluem a ciberantropologia.

#### Música
Etnomusicologia é um campo acadêmico que abrange várias abordagens para o estudo da música (amplamente definido), que enfatizam suas dimensões ou contextos culturais, sociais, materiais, cognitivos, biológicos e outros, em vez de ou além de seu componente sonoro isolado ou qualquer repertório particular. Embora as origens da etnomusicologia datem dos séculos XVIII e XIX, ela foi formalmente introduzida como "etnomusicologia" pelo estudioso holandês Jaap Kunst por volta de 1950. Mais tarde, a influência do estudo nesta área gerou a criação do periódico Etnomusicologia e da Sociedade de Etnomusicologia.

#### Imagem
A antropologia visual preocupa-se, em parte, com o estudo e a produção da fotografia etnográfica, do cinema e, desde meados dos anos 1990, dos novos meios de comunicação. Embora o termo às vezes seja usado como sinônimo de filme etnográfico, a antropologia visual também abrange o estudo antropológico da representação visual, incluindo áreas como performance, museus, arte e produção e recepção de mídia de massa. Representações visuais de todas as culturas, como pinturas de areia, tatuagens, esculturas e relevos, pinturas rupestres, joias, hieróglifos, pinturas e fotografias estão incluídas no foco da antropologia visual.

### Economia e desenvolvimento

#### Economia
A antropologia econômica tenta explicar o comportamento econômico humano em seu mais amplo escopo histórico, geográfico e cultural. Tem uma relação complexa com a disciplina de economia, da qual é altamente crítica. Suas origens como um subcampo da antropologia começam com Bronisław Malinowski e Marcel Mauss, sobre a natureza da troca de presentes (ou reciprocidade) como uma alternativa à troca de mercado. A Antropologia Econômica permanece, em grande parte, focada na troca. A escola de pensamento derivada de Marx e conhecida como Economia Política concentra-se na produção, em contraste. Os antropólogos econômicos abandonaram o nicho primitivista ao qual foram relegados pelos economistas e se voltaram para examinar corporações, bancos e o sistema financeiro global de uma perspectiva antropológica.
A economia política na antropologia é a aplicação das teorias e métodos do materialismo histórico às preocupações tradicionais da antropologia, incluindo, mas não se limitando a, sociedades não capitalistas. A economia política introduziu questões de história e colonialismo às teorias antropológicas a-históricas da estrutura social e da cultura. Três áreas principais de interesse desenvolveram-se rapidamente. A primeira dessas áreas preocupava-se com as sociedades pré-capitalistas sujeitas aos estereótipos tribais evolucionários. O trabalho de Sahlins sobre os caçadores-coletores como a "sociedade afluente original" contribuiu muito para dissipar essa imagem. A segunda área preocupava-se com a vasta maioria da população mundial da época, o campesinato, muitos dos quais estavam envolvidos em guerras revolucionárias complexas, como no Vietnã. A terceira área era sobre colonialismo, imperialismo e a criação do sistema mundial capitalista. Mais recentemente, esses economistas políticos abordaram mais diretamente as questões do capitalismo industrial (e pós-industrial) em todo o mundo.

#### Desenvolvimento
A antropologia do desenvolvimento tende a ver o desenvolvimento de uma perspectiva crítica. O tipo de questões abordadas e as implicações para a abordagem envolvem simplesmente ponderar por que, se um objetivo-chave de desenvolvimento é o alívio da pobreza, a pobreza está aumentando? Por que existe essa lacuna entre planos e resultados? Por que aqueles que trabalham no desenvolvimento estão tão dispostos a ignorar a história e as lições que ela pode oferecer? Por que o desenvolvimento é tão impulsionado externamente em vez de ter uma base interna? Em suma, por que tanto desenvolvimento planejado falha?

### Parentesco, família, gênero e sexualidade

#### Parentesco
O parentesco pode se referir tanto ao estudo dos padrões de relações sociais em uma ou mais culturas humanas, quanto aos próprios padrões de relações sociais. Ao longo de sua história, a antropologia desenvolveu uma série de conceitos e termos relacionados, como "descendência", "grupos de descendência", "linhagens", "afins", "cognatos" e até mesmo "parentesco fictício". De modo geral, os padrões de parentesco podem ser considerados como incluindo pessoas relacionadas tanto por descendência (relações sociais durante o desenvolvimento), e também parentes por casamento. No parentesco, você tem duas famílias diferentes. As pessoas têm suas famílias biológicas e são as pessoas com as quais compartilham DNA. Isso é chamado de relações consanguíneas ou "laços de sangue". As pessoas também podem ter uma família escolhida, na qual escolheram quem querem que faça parte de sua família.

### Corpo, saúde, nutrição e alimentação, emoções, cognição e comportamento

#### Saúde

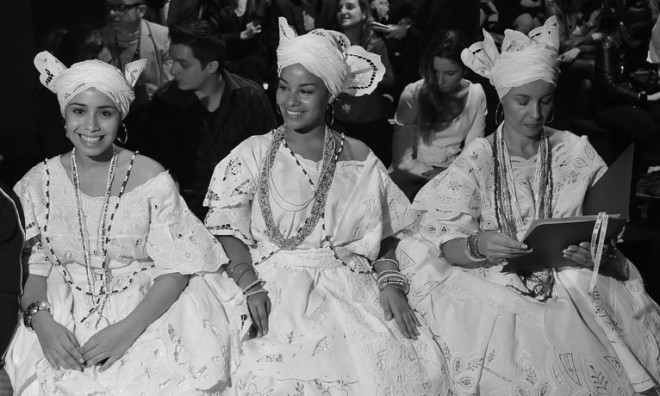
Baianas de Acarajé. Imagem de Arismar Fonseca.

A antropologia médica é um campo interdisciplinar que estuda saúde e doença humana, sistemas de saúde e adaptação biocultural. Ele se concentra nos seguintes seis campos básicos: 1) o desenvolvimento de sistemas de conhecimento médico e assistência médica; 2) a relação médico-paciente; 3) a integração de sistemas médicos alternativos em ambientes culturalmente diversos; 4) a interação de fatores sociais, ambientais e biológicos que influenciam a saúde e a doença tanto do indivíduo quanto da comunidade como um todo; 5) a análise crítica da interação entre os serviços psiquiátricos e as populações migrantes ("etnopsiquiatria crítica"); 6) o impacto da biomedicina e tecnologias biomédicas em ambientes não ocidentais. Outros assuntos que se tornaram centrais para a antropologia médica em todo o mundo são a violência e o sofrimento social, bem como outras questões que envolvem danos físicos e psicológicos e sofrimento que não são resultado de uma doença. Por outro lado, existem campos que se cruzam com a antropologia médica em termos de metodologia de pesquisa e produção teórica, como a psiquiatria cultural e a psiquiatria transcultural ou etnopsiquiatria.

#### Nutrição e alimentação
A antropologia nutricional é um conceito sintético que trata da interação entre os sistemas econômicos, o estado nutricional e a segurança alimentar e como as mudanças nos primeiros afetam os segundos. Se as mudanças econômicas e ambientais em uma comunidade afetam o acesso à alimentação, segurança alimentar e saúde alimentar, então essa interação entre cultura e biologia está, por sua vez, conectada a tendências históricas e econômicas mais amplas associadas à globalização. O estado nutricional afeta o estado geral de saúde, o potencial de desempenho no trabalho e o potencial geral de desenvolvimento econômico (seja em termos de desenvolvimento humano ou modelos ocidentais tradicionais) para qualquer grupo de pessoas.

#### Emoções, cognição e comportamento
A antropologia psicológica é um subcampo interdisciplinar da antropologia que estuda a interação dos processos culturais e mentais. Este subcampo tende a se concentrar nas maneiras pelas quais o desenvolvimento e a inculturação dos humanos dentro de um determinado grupo cultural — com sua própria história, linguagem, práticas e categorias conceituais — moldam os processos de cognição, emoção, percepção, motivação e saúde mental humanas. Também examina como a compreensão da cognição, emoção, motivação e processos psicológicos semelhantes informam ou restringem nossos modelos de processos culturais e sociais.
A antropologia cognitiva busca explicar os padrões de conhecimento compartilhado, inovação cultural e transmissão ao longo do tempo e do espaço usando os métodos e teorias das ciências cognitivas (especialmente psicologia experimental e biologia evolutiva), muitas vezes por meio de estreita colaboração com historiadores, etnógrafos, arqueólogos, linguistas, musicólogos e outros especialistas envolvidos na descrição e interpretação de formas culturais. A antropologia cognitiva está preocupada com o que as pessoas de diferentes grupos sabem e como esse conhecimento implícito muda a maneira como as pessoas percebem e se relacionam com o mundo ao seu redor.

### Política e leis

#### Política
A antropologia política diz respeito à estrutura dos sistemas políticos, vistos a partir da estrutura das sociedades. A antropologia política se desenvolveu como uma disciplina preocupada principalmente com a política em sociedades sem Estado, um novo desenvolvimento começou na década de 1960 e ainda está se desenvolvendo: os antropólogos começaram a estudar cada vez mais configurações sociais mais "complexas" em que a presença de Estados, burocracias e mercados compunham relatos etnográficos e análise de fenômenos locais. A virada para as sociedades complexas significou que os temas políticos foram tratados em dois níveis principais. Em primeiro lugar, os antropólogos continuaram a estudar a organização política e os fenômenos políticos que estavam fora da esfera regulada pelo Estado (como nas relações patrono-cliente ou na organização política tribal). Em segundo lugar, os antropólogos começaram lentamente a desenvolver uma preocupação disciplinar com os Estados e suas instituições (e sobre a relação entre as instituições políticas formais e informais). Uma antropologia do estado se desenvolveu, e é um campo muito próspero hoje. O trabalho comparativo de Geertz sobre Negara, o estado balinês, é um exemplo antigo e famoso.

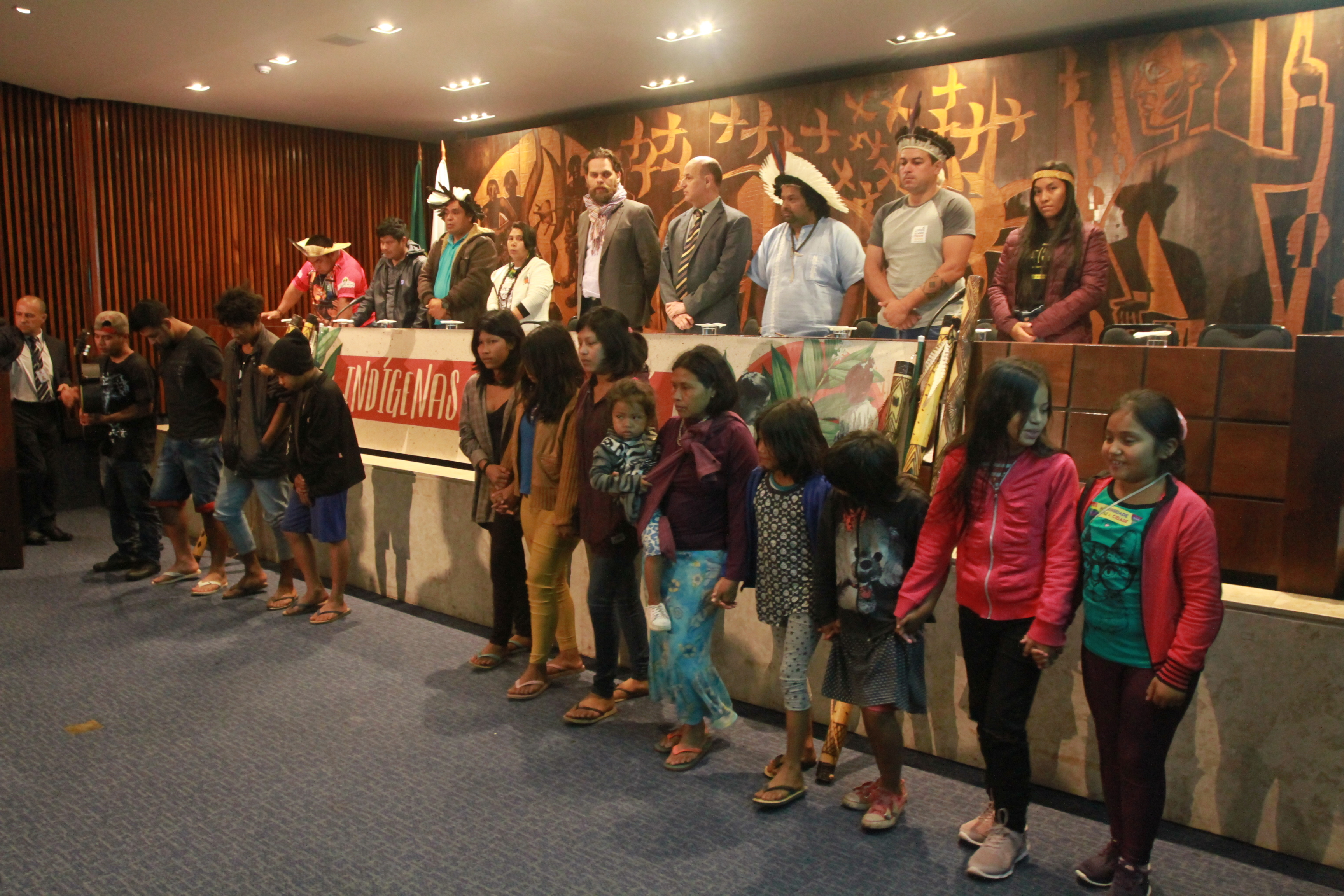
Audiência Pública Direitos da População Indígena. Foto de Kleyton Presidente (2019).

#### Leis
A antropologia jurídica ou antropologia do direito é especializada no estudo transcultural da ordem social. Pesquisas antropológicas jurídicas anteriores frequentemente focavam mais especificamente em gestão de conflitos, crime, sanções ou regulamentação formal. As aplicações mais recentes incluem questões como direitos humanos, pluralismo jurídico e levante político.

#### Antropologia forense
A antropologia forense é a aplicação da ciência da antropologia física e da osteologia humana em um ambiente jurídico, mais frequentemente em casos criminais em que os restos mortais da vítima estão em estágios avançados de decomposição. Um antropólogo forense pode auxiliar na identificação de indivíduos falecidos cujos restos mortais estão decompostos, queimados, mutilados ou irreconhecíveis. O adjetivo "forense" refere-se à aplicação desse subcampo da ciência a um tribunal.

### Natureza, ciência e tecnologia

#### Ciência e Tecnologia
Como a antropologia e, mais especificamente, a etnologia sempre estudaram suas sociedades nativas como um todo interdependente, afirma Bruno Latour, urge fazer o mesmo entre os modernos. Ao invés de se concentrar nas margens dos grandes centros da modernidade, a antropologia deveria proceder do mesmo modo que fazia com povos não-modernos, ou seja, indo direto ao centro da sociedade em questão. Entre os modernos, ele declara, este centro é a ciência e a tecnologia. Uma parte fundamental dos estudos CTS, a antropologia da ciência e da tecnologia ressalta o caráter etnográfico da teoria ator-rede, produzindo etnografias que retratam a sociedade "moderna" a partir daquilo que ela mesma considera como sua pedra angular: o conhecimento "científico". Surge, assim, a etnografia de laboratório. O exemplo talvez mais famoso deste tipo de literatura é A Vida de Laboratório de Bruno Latour e Steve Woolgar.

#### Ciborgue
A antropologia ciborgue se originou como um subgrupo de enfoque dentro da reunião anual da American Anthropological Association em 1993. O subgrupo era intimamente relacionado ao STS e à Sociedade para os Estudos Sociais da Ciência. O Manifesto Cyborg de Donna Haraway de 1985 pode ser considerado o documento fundador da antropologia ciborgue, primeiro explorando as ramificações filosóficas e sociológicas do termo. A antropologia ciborgue estuda a humanidade e suas relações com os sistemas tecnológicos que ela construiu, especificamente os sistemas tecnológicos modernos que moldaram reflexivamente noções do que significa ser humano.

#### Internet e meios digitais
A antropologia digital é o estudo da relação entre os humanos e a tecnologia da era digital e se estende a várias áreas onde a antropologia e a tecnologia se cruzam. Às vezes é agrupado com a antropologia sociocultural e às vezes considerado parte da cultura material. O campo é novo e, portanto, tem uma variedade de nomes com diversas ênfases. Isso inclui a tecnoantropologia, etnografia digital, ciberantropologia e antropologia virtual.

#### Ecologia
A antropologia ecológica é definida como o estudo das adaptações culturais aos ambientes. O subcampo também é definido como o estudo das relações entre uma população de humanos e seu ambiente biofísico. O foco de sua pesquisa diz respeito a como as crenças e práticas culturais ajudaram as populações humanas a se adaptarem a seus ambientes, e como seus ambientes mudam ao longo do espaço e do tempo. Muitos caracterizam essa nova perspectiva como mais informada sobre cultura, política e poder, globalização, questões localizadas, antropologia do século e muito mais. O foco e a interpretação dos dados são muitas vezes usado para argumentos a favor/contra ou criação de políticas e para prevenir a exploração corporativa e danos à terra. Frequentemente, o observador se tornou uma parte ativa da luta, seja direta (organização, participação) ou indiretamente (artigos, documentários, livros, etnografias).

### História
Etnohistória é o estudo de culturas etnográficas e costumes indígenas por meio do exame de registros históricos. É também o estudo da história de vários grupos étnicos que podem ou não existir hoje. Etnohistória usa dados históricos e etnográficos como sua base. Seus métodos e materiais históricos vão além do uso padrão de documentos e manuscritos. Os praticantes reconhecem a utilidade de materiais como mapas, música, pinturas, fotografia, folclore, tradição oral, exploração de locais, materiais arqueológicos, coleções de museus, costumes duradouros, linguagem e nomes de lugares.

### Religião e sistemas de crença
A antropologia da religião envolve o estudo das instituições religiosas em relação a outras instituições sociais e a comparação das crenças e práticas religiosas entre as culturas. A antropologia moderna pressupõe que toda religião é um produto cultural, criado pela comunidade humana. Também contemplam estudos sobre a noção de magia, símbolos religiosos, laicidade e a atuação religiosa na esfera pública.

### Grupos etários

#### Infância
A antropologia da criança tem uma compreensão de como as crianças devem ser entendidas como atores sociais relevantes, já que não apenas são submetidas aos ensinamentos, mas criam sentidos e atuam sobre o que vivenciam. Diante desse contexto, temos uma relação com a ideia trazida por Clarice Cohn (2005) que é:

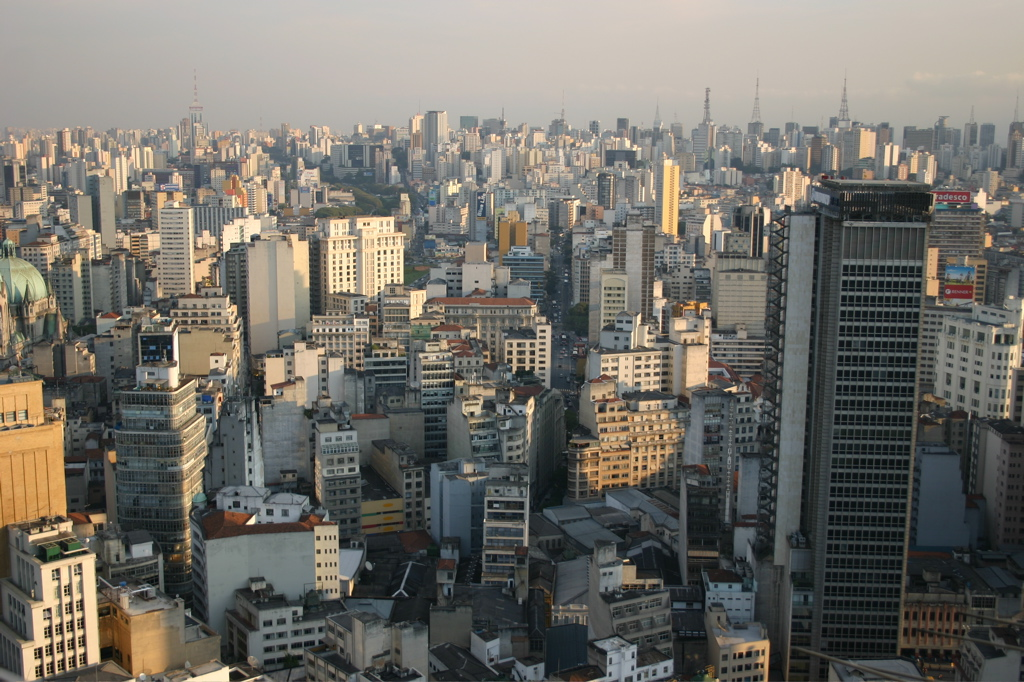
São Paulo (Imagem de Thomas Hobbs)

"Ao contrário de seres incompletos, treinando para a vida adulta, encenando papéis sociais enquanto são socializados ou adquirindo competências e formando sua personalidade social, passam a ter um papel ativo na definição de sua própria condição. Seres sociais plenos ganham legitimidade como sujeito nos estudos que são feitos sobre eles. Vejamos como essas mudanças afetam os estudos antropológicos em três aspectos: a criança como ator social, a criança como produtor de cultura, e a definição da condição social da criança".
Para essa autora é importante estudar as crianças, pois, assim, é possível compreender a experiência cultural dos adultos, uma vez que esses naturalizaram seus espaços, poderes e relações pessoais. Diferentemente, as crianças veem as relações de outro ponto de vista, com novas ideias, valores e relações. Ainda segundo Cohn (2005), a criança passa a ter um papel efetivo diante à sociedade, além de conseguir perceber a autoridade dos adultos, as regras do seu mundo e as culturas infantis.

### Espaço urbano
A antropologia urbana se preocupa com questões de urbanização, pobreza e neoliberalismo. Vários processos sociais no mundo ocidental, bem como no Terceiro Mundo (este último sendo o foco usual de atenção dos antropólogos) trouxeram a atenção de "especialistas em 'outras culturas'" para mais perto de suas casas. Existem duas abordagens principais para a antropologia urbana: examinar os tipos de cidades ou examinar as questões sociais dentro das cidades. Esses dois métodos são sobrepostos e dependentes um do outro. Ao definir diferentes tipos de cidades, seriam usados fatores sociais, bem como fatores econômicos e políticos para categorizar as cidades. Olhando diretamente para as diferentes questões sociais, também estaria estudando como elas afetam a dinâmica da cidade.

### Antropologia da educação
A antropologia da educação é um sub-campo da antropologia e está amplamente associada ao trabalho pioneiro de Margaret Mead. Como o nome sugere, o foco recai sobre a educação, incluindo a observação etnográfica de processos informais e formais de ensino e aprendizagem. Problematiza-se a relação entre educação e multiculturalismo, o pluralismo educacional, a pedagogia culturalmente relevante e os métodos nativos de aprendizagem e socialização.

## Nota
Partes que integram este artigo derivam de traduções ou adaptações do texto publicado na página correspondente em inglês, cujo título é Anthropology.